# Альпийский усач
Альпи́йский усач или альпийский дровосек (лат. Rosalia alpina) — жук из семейства усачей. Является единственным представителем реликтового рода (Rosalia) на территории Европы.

## Описание

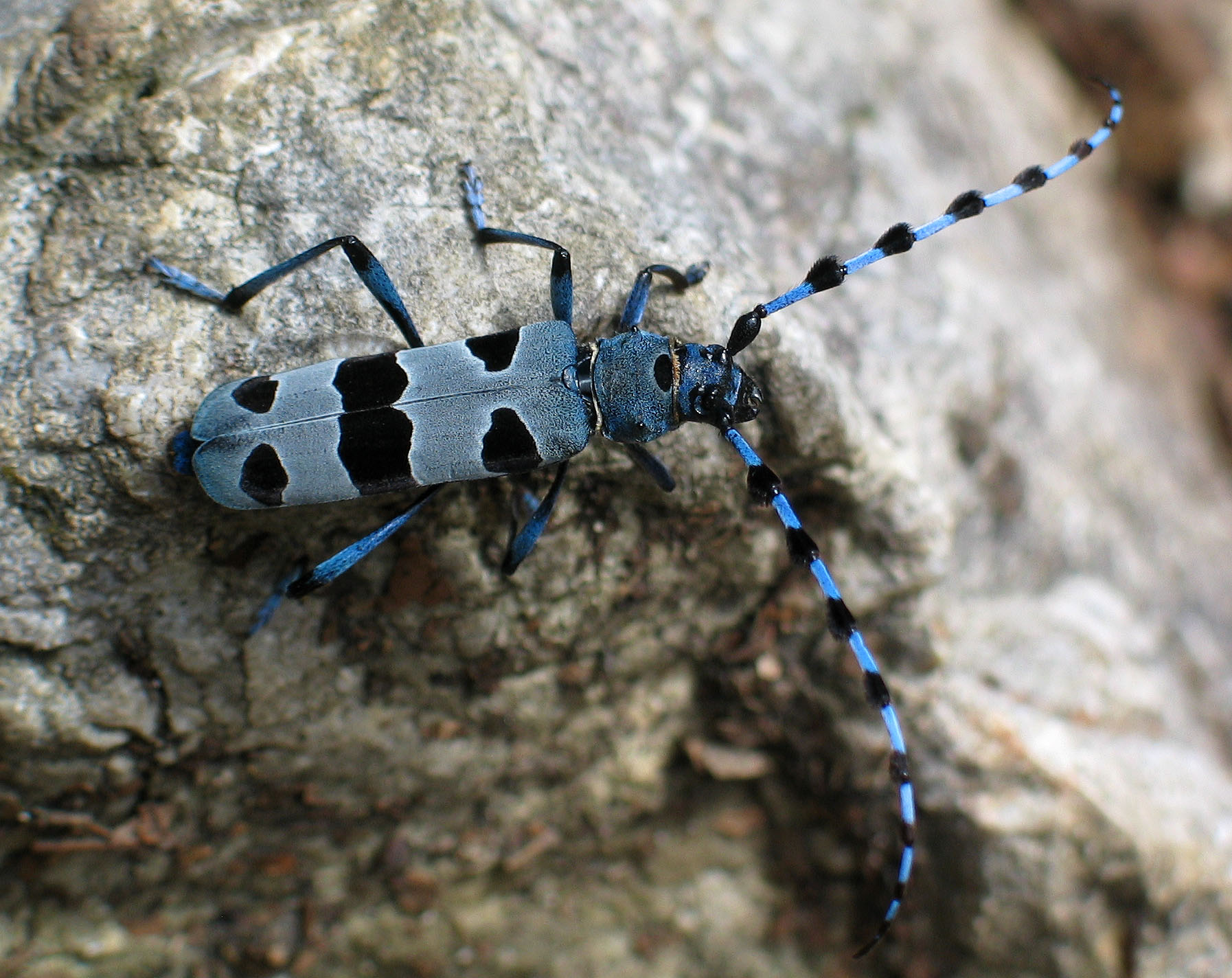

Жук длиной 15—38 мм. Чёрный, в светлом сером или голубоватом волосистом покрове; усики и ноги обычно в синеватых волосках, переднеспинка с чёрным пятном у середины переднего края; надкрылья с изменчивым чёрным рисунком, который обычно представлен краевым пятном в передней трети, широкой перевязью у середины и небольшим пятном в вершинной трети. Бока переднеспинки с тупым зубцом. Третий-шестой или третий-восьмой членики усиков несут на вершине густую чёрную волосяную щётку. Усики самца гораздо длиннее тела, у самки короче, заходят за вершину надкрылий лишь двумя последними члениками. Впадины передних тазиков сзади открыты.

## Ареал
Европа (на севере доходит южной Швеции), Ближний Восток, Турция, Ливан, Грузия, Армения, Азербайджан, Казахстан в Костанайской области замечен в 2008 году (требует подтверждения), Украина, Молдавия, Белоруссия. В России распространён в Воронежской, Ростовской, Самарской (Жигули) и Челябинской области, Краснодарском и Ставропольском краях, Карачаево-Черкесии (Теберда), Кабардино-Балкарии, Чечне, Ингушетии, Башкирии.

## Местообитания
Встречается большей частью в старых горных лесах с участием бука или ильмовых, поднимаясь до высоты около 1500 м н. у. м.

## Биология вида
Лёт жуков наблюдается в июне-сентябре. Жуки активны днём, главным образом в солнечную погоду. Часто они встречаются на старых отмирающих деревьях или на поваленных стволах буков, клёнов, дубов, реже грабов.

## Размножение
Яйца откладываются самками в трещины коры и щели древесины деревьев. Личинки крупные, длиной до 40 мм. Белого цвета, с оранжевыми пятнами на переднеспинке. Развиваются преимущественно в древесине бука и ильмовых, но известен также с ивы, граба, дуба, каштана, груши, боярышника, ореха, липы, ясеня и некоторых других. Личинки живут в древесине чаще отмерших деревьев, иногда в зоне пограничной между лубом и камбием. Часто развиваются в зоне переходной между твёрдой и более мягкой древесиной. Взрослые личинки обычно догрызаются до наружной поверхности древесины, где окукливаются. Цикл развития трёхлетний.

## Численность
Численность сокращается. Основная причина — вырубки старых лиственных и смешанных лесов, особенно с участием бука и ильмовых, неконтролируемый отлов жуков коллекционерами и случайными лицами.

## Замечания по охране
Занесён в Красную книгу России (II категория), занесён в Красный список МСОП-96, Европейский красный список, Приложение 2 Бернской Конвенции.
Охраняется в заповедниках Кавказском, Тебердинском, Жигулёвском и Шульган-Таш.